# 28. јун
28. јун (28.6.) је 179. дан године по грегоријанском календару (180. у преступној години). До краја године има још 186 дана.

## Догађаји
- 1098 — Крсташи у Првом крсташком рату победили Турке у бици код Антиохије.
- 1389 — Српска војска предвођена кнезом Лазаром у Косовској бици супротставила се инвазији Османске војске предвођена султаном Муратом I.
- 1519 — Карло V изабран за цара Светог римског царства.
- 1629 — Миром у Алеу окончана побуна протестаната у Француској, али тиме нису окончани њихови прогони, који су имали врхунац у Вартоломејској ноћи 1572, када је по наређењу Катарине Медичи убијено преко 20.000 њихових присталица. Пуну равноправност с католицима протестанти стекли тек после Француске револуције.
- 1635 — Гваделуп постао француска колонија.
- 1651 — Почела Берестечка битка између Пољака и удружених козака и кримских Татара.
- 1881 — Потписана Тајна конвенција између Кнежевине Србије и Аустроугарске монархије, чиме је Србија је постала делимично зависна од Аустроугарске, у економском и политичком смислу, али је од ње добила међународно признање да постане краљевина.
- 1902 — САД од Француске купиле, за 40 милиона долара, концесију за градњу Панамског канала.
- 1914 — Сарајевски атентат. Припадник организације Млада Босна Гаврило Принцип у Сарајеву је извршио атентат на аустроугарског надвојводу, престолонаследника Франца Фердинанда, и његову жену Софију.
- 1919 — Потписан је Версајски споразум између Немачке и савезника, којим је формално завршен Први светски рат.
- 1921 — Усвојен Видовдански устав, којим је Краљевина СХС проглашена уставном, парламентарном и наследном монархијом с династијом Карађорђевић.
- 1937 — Откривен споменик ослободиоцима Ниша.
- 1942 — Почела је Битка за Стаљинград, најкрвавији окршај у људској историји и једна од прекретница Другог светског рата.
- 1948 — На састанку у Букурешту Комунистичка партија Југославије искључена из Информационог бироа комунистичких партија.
- 1950 —
  - Американци победили Енглезе, 1:0, на Светском фудбалском купу у Бразилу.
  - У саобраћај пуштен пут Београд-Загреб, дуг 400 km, "Ауто-пут братства и јединства", у чијој су изградњи учествовале добровољне омладинске радне бригаде из свих крајева Југославије.
- 1956 — У пољском граду Познањ угушена побуна радника, уз велики број жртава. То је био један од првих израза кризе у источноевропским земљама после Стаљинове смрти.
- 1960 — Основан Универзитет у Новом Саду.
- 1976 — Сејшелска острва у Индијском океану после 160 година стекла независност од Велике Британије.
- 1981 — У експлозији бомбе у седишту Исламске републиканске партије погинуле 74 особе, међу њима и лидер партије и председник Врховног суда Ирана, ајатолах Мохамед Хосеин Бехешти.
- 1989 — На Газиместану на Косову и Метохији обележена 600. годишњица Косовске битке. Централан догађај на скупу, ком је присуствовало око милион људи, био говор тадашњег председника Србије Слободана Милошевића, којим је почео успон тог политичара.
- 1992 — У организацији Демократског покрета Србије (ДЕПОС) на челу са Српским покретом обнове Вука Драшковића, испред зграде Скупштине Југославије почео Видовдански сабор. Учесници дотада највећег опозиционог скупа у Србији, који је трајао непрекидно осам дана, захтевали оставку председника Србије Слободана Милошевића, распуштање Скупштине Србије и формирање владе националног спаса.
- 1997 — Кубански и аргентински форензичари нашли шест костура у близу боливијског града Валгранда. Касније утврђено да су међу њима и посмртни остаци легендарног вође гериле Ернеста Че Геваре.
- 2001 — Бивши председник Југославије Слободан Милошевић изручен Међународном суду за ратне злочине у Хагу, као први шеф државе који је предат међународном суду. Милошевић 27. маја 1999. оптужен за злочине против човечности, кршење закона и обичаја рата и геноцид током ратова у Хрватској и Босни и Херцеговини и сукоба на Косову 1999.
- 2003 — Мексико Шпанији изручио бившег аргентинског поморског официра Рикарда Мигуела Кавала, оптуженог за геноцид и тероризам током рата, од 1976. до 1983, против опонената, а у ком је око 30.000 људи убијено или нестало.
- 2015 — Кошаркашице Србије савладале су репрезентацију Француске са 76-68. у финалу Европског првенства 2015.
- 2016 — У терористичком нападу на аеродром Ататурк у Истанбулу убијено је 43 а рањено 239 особа.
- 2019 — Отворен Аеродром Морава, код Краљева.
- 2023 — Доминго Херман, тадашњи бацач Њујорк јенкиса, имао је савршену утакмицу против Оукланд рејдерса.

## Рођења
- 1491 — Хенри VIII Тјудор, енглески краљ (1509—1547). (прем. 1547)[1]
- 1577 — Петер Паул Рубенс, фламански сликар и дипломата. (прем. 1540)[2]
- 1712 — Жан Жак Русо, швајцарско-француски филозоф, писац и композитор. (прем. 1778)[3]
- 1867 — Луиђи Пирандело, италијански писац, песник и драматург, добитник Нобелове награде за књижевност (1934). (прем. 1936)[4]
- 1873 — Алексис Карел, француски хирург и биолог, добитник Нобелове награде за физиологију или медицину (1912). (прем. 1944)[5]
- 1910 — Александар Милошевић, артиљеријски мајор Југословенске војске, командант Другог шумадијског корпуса и Западно-моравске групе корпуса Југословенске војске у Отаџбини. (прем. 2009)
- 1914 — Душан Петровић Шане, учесник Народноослободилачке борбе, друштвено-политички радник СР Србије и СФРЈ, јунак социјалистичког рада и народни херој Југославије. (прем. 1977)[6]
- 1920 — Драгослав Марковић, учесник Народноослободилачке борбе, друштвено-политички радник СФР Југославије и СР Србије и јунак социјалистичког рада. (прем. 2005)
- 1921 — Душан Каназир, српски молекуларни биолог, председник САНУ (1981—1994). (прем. 2009)[7]
- 1926 — Мел Брукс, амерички глумац, редитељ, сценариста и продуцент.[8]
- 1931 — Александар Ивош, српски фудбалер. (прем. 2020)[9]
- 1932 — Пет Морита, амерички глумац и комичар. (прем. 2005)[10]
- 1942 — Милош Ерцеговац, српски инжењер електротехнике, академик.[11]
- 1943 — Клаус фон Клицинг, немачки физичар, добитник Нобелове награде за физику (1985).[12]
- 1948 — Кети Бејтс, америчка глумица и редитељка.[13]
- 1954 — Алис Криге, јужноафричка глумица и продуценткиња.[14]
- 1957 — Георги Прванов, бугарски историчар и политичар, председник Бугарске (2002—2012).[15]
- 1966 — Џон Кјузак, амерички глумац, сценариста и продуцент.[16]
- 1968 — Тања Рибич, словеначка глумица и певачица.[17]
- 1971 — Фабјен Бартез, француски фудбалер.[18]
- 1971 — Илон Маск, јужноафричко-амерички предузетник, инвеститор и инжењер.[19]
- 1973 — Алберто Берасатеги, шпански тенисер.[20]
- 1973 — Дамир Чакар, црногорски фудбалер.[21]
- 1981 — Мара Сантанђело, италијанска тенисерка.[22]
- 1986 — Петар Ненадић, српски рукометаш.
- 1991 — Кевин де Бројне, белгијски фудбалер.[23]
- 1993 — Бредли Бил, амерички кошаркаш.[24]
- 1994 — Милош Јанковић, српски кошаркаш.[25]
- 1996 — Дона Векић, хрватска тенисерка.[26]
- 1997 — Александар Лутовац, српски фудбалер.[27]
- 1997 — Ловро Мазалин, хрватски кошаркаш.[28]
- 1999 — Маркета Вондроушова, чешка тенисерка.[29]
- 2002 — Владимир Лучић, српски фудбалер.[30]
- 2007 — Вељко Милосављевић, српски фудбалер.

## Смрти
- 548 — Теодора, византијска царица, супруга цара Јустинијана I.[31]
- 1389 — Цар Хиаозонг, цар Кине из династије Сонг. (рођ. 1127)
- 1389 — У бици на Косову погинули:
  - Лазар Хребељановић, кнез Моравске Србије. (рођ. отприлике 1329)
  - Милош Обилић, српски витез.
  - Мурат I, османски султан. (рођ. 1326)[32]
  - Јакуб Челебија, син Мурата I. (рођ. 1359)[33]
- 1910 — Петар Убавкић, српски вајар. (рођ. 1852)[34]
- 1914 — Франц Фердинанд, аустроугарски надвојвода (рођ. 1863)[35]
- 1914 — Софија Хотек, супруга Франца Фердинанда.(рођ. 1868)
- 1929 — Едвард Карпентер, енглески песник, филозоф, антрополог и геј активиста. (рођ. 1844)[36]
- 1967 — Оскар Марија Граф, немачки књижевник (рођ. 1894)[37]
- 1975 — Род Серлинг, амерички сценариста и аутор серије Зона сумрака. (рођ. 1924)[38]
- 1991 - Драган Бубало, поручник ЈНА (рођ. 1964)
- 1992 — Михаил Таљ, светски првак у шаху. (рођ. 1936)
- 2006 — Слободан Јанковић, српски кошаркаш. (рођ. 1963)
- 2018 — Горан Буњевчевић, српски фудбалер. (рођ. 1973)[39]

## Празници и дани сећања
- Српска православна црква слави:
  - Светог пророка Амоса
  - Свете мученике Вита, Модеста и Крискентију
  - Преподобног мученика Дулу
  - Светог кнеза Лазара (Видовдан)
  - Светог Јефрема - патријарха српског
  - Блаженог Августина - епископа ипонског